# Крекінг-установка в Ухані
Крекінг-установка в Ухані — складова частина розташованого у провінції Хубей виробничого майданчика компанії Sinopec-SK (Wuhan) Petrochemical.
У 2013 році розпочала роботу розташована в Ухані піролізна установка потужністю 800 тис. тонн етилену на рік. Розрахована на споживання газового бензину, вона також продукує бутадієн (130 тисяч тонн) та пропілен.
Отриманий етилен споживається для виробництва лінійного поліетилену низької щільності, поліетилену високої щільності (по 300 тисяч тонн), а також моноетиленгліколю (260 тисяч тонн). Крім того, на 2019 рік запланований запуск невеликого заводу мономеру стирену потужністю 27 тисяч тонн. Пропілен призначений для полімеризації у поліпропілен (400 тисяч тонн).
Що стосується фракції С4, то, окрім бутадієну, з неї виділяють 30 тисяч тонн 1-бутену (використовується як кополімер), а ізобутилен спрямовують на виробництво 80 тисяч тонн метилтретинного бутилового етеру (МТВЕ, високооктанова присадка для пального).
Проект реалізувало спільне підприємство Wuhan Petrochemical (дочірня компанія Sinopec) та південнокорейської корпорації SK, які володіють 65 % та 35 % капіталу відповідно. Можливо відзначити, що до хубейської установки Sinopec вже запустила три подібні підприємства за участі потужних іноземних інвесторів (в Шанхаї, Нанкіні та Тяньцзіні), проте всі вони, на відміну від проекту в Ухані, передбачали паритетну участь сторін.